# Birgit Stolzenburg

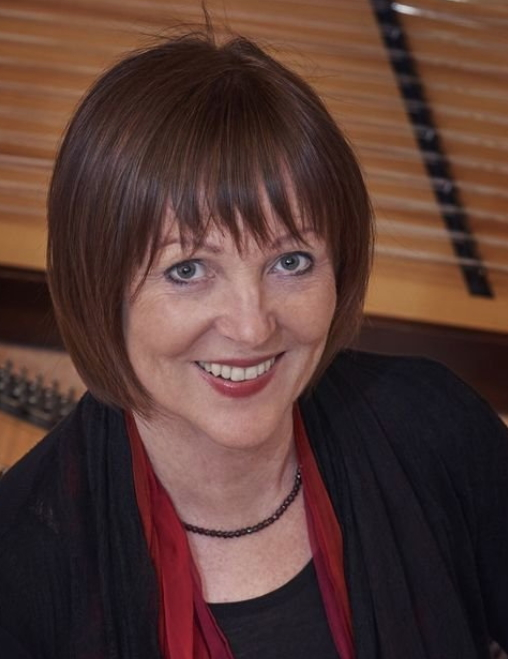
Birgit Stolzenburg (2024)

Birgit Stolzenburg (* 1959 in Tegernsee) ist eine deutsche Musikerin und Dozentin für Hackbrett und Salterio an der Hochschule für Musik und Theater München.

## Leben
Stolzenburg studierte Hackbrett, Blockflöte, Gitarre und Volksmusik am Richard-Strauss-Konservatorium, wo sie ab 1990 als Dozentin für Hackbrett arbeitete. Ihre künstlerische Entwicklung führte zu einer intensiven Beschäftigung mit allen Aspekten des Hackbrettspiels und seiner Professionalisierung. Sie ist eine Pionierin in der Wiederbelebung des Spiels auf dem historischen barocken Salterio sowie dem spätmittelalterlichen Dulce Melos. Seit 1990 konzertiert sie auf einer Rekonstruktion eines italienischen Salterios von Reinhard Hoppe (Wolfratshausen).
Sie spielte zahlreiche Uraufführungen für Hackbrett, regte die Komposition von neuen Werken für Hackbrett an und trat bei Orchesterwerken am Gärtnerplatztheater München, den Opernhäusern Halle und Kiel, bei Musica Viva München und mit den Münchner Symphonikern auf. 1997 machte sie Einspielungen auf dem ersten neu konstruierten Kontrabasshackbrett mit dem Orchester der Bayerischen Rundfunks. 
Sie ist seit 2014 als Professorin für Hackbrett und Salterio an der Hochschule für Musik und Theater München tätig, wo sie die Konzertreihe „hackbrett and more“ sowie das „Hackbrettfest“ gründete, das alle zwei Jahre unter ihrer Leitung stattfindet.

## Konzerttätigkeit
- Konzertreise im Rahmen der ersten Deutschen Kulturwoche in Albanien mit dem Goethe-Institut (1989)
- Konzertreise nach Usbekistan und Turkmenistan, Zusammenarbeit mit dem usbekischen Ensemble „Sogdiana“ (1989)
- Rheinisches Musikfest Mönchengladbach: Tropen zu „Heimwärts“ von Gerhard Winkler (1992)
- CWA (Cimbalom World Association) – Internationaler Hackbrett-Kongress in Mogilev, Belarus (1997), Appenzell, Schweiz (2005), Oberammergau, Deutschland (2007), Budapest, Ungarn (2011)
- Goetheaneum Dornach – Allg. Anthroposophische Gesellschaft
- u.a. UA „Le Crépuscule du Matin“ von Rudi Spring (2000)
- Austauschkonzerte München/Toronto mit dem kanadischen Ensemble „ERGO“, i-camp Neues Theater München/Rundfunk Toronto, Uraufführungen von Rudi Spring, Chris Paul Harman und Paul Oesterle (2001)
- Solokonzert, Anthroposophische Gesellschaft Linz, Schloß Linz (2005)
- Solokonzertreise nach Tokyo, Japan (2005)
- „Kaleidoskop“ von Rudi Spring mit dem Ensemble „die taschen-philharmonie“, Black Box, Gasteig (2007)
- Auftritte mit dem Schauspieler und Sprecher Wolf Euba zu Lesungen von Oskar Maria Graf (2005)
- „La Pesta di Amburgo“ mit dem Ensemble „Il Suonar Parlante“, Ravenna Festival (2007)
- „Vorerinnerung“ von Rudi Spring mit dem Ensemble „Zeitsprung“, Kloster Seeon (2008)
- Musiktheater „Medea“ von Leopold Hurt UA, Hochschule für Musik und Theater Hamburg (2008)
- Duo-Konzerte mit der Soloflötistin der Philharmonie und des Rundfunkorchesters Belgrad Stana Krstajić (1998–2008)
- Konzertreise nach Shanghai mit dem Blockflötisten Stefan Temmingh (2016)
- Adlersberger Stimmwercktage (2017)
- Konzerttournee nach Serbien mit der Flötistin Stana Krstajić (2018)

## Auftritte mit Orchester
- „Über den Dächern der Welt“ von Paul Engel mit dem Münchner Kammerorchester (1990)
- Oper „Daniel“ von Paul Engel, Staatstheater am Gärtnerplatz (1994)
- Oper „Eduard auf dem Seil“ von Wilfried Hiller, Opernhaus Halle und Opernhaus Kiel (1999/2000)
- Oratorium „muspilii“ von Leopold Hurt mit den Regensburger Philharmonikern (2006)
- „Seiltänze II–IV“ von Walter Zimmermann, musica viva, Herkulessaal der Residenz (2006)
- Filmmusik zu „Herr der Ringe“ von Richard Shore mit den Münchner Symphonikern, Philharmonie im Gasteig (2008)
- „la notte scintillante“, Konzert für Hackbrett und Streichorchester von Dorothea Hofmann mit dem Schumann Orchester, München (2008)
- „Der Sohn des Zimmermanns“ – Oratorium nach Szenen aus dem Neuen Testament von Wilfried Hiller mit der Dommusik Würzburg, Kiliansdom Würzburg (2010)

## Konzerte mit Salterio
- Heinrich-Schütz-Haus, Museum Weißenfels (2002)
- Konzertreihe Tegernseer Woche (1998, 2002, 2007, 2009)
- Konzertreihe „eleven eleven“, KOM Olching (ab 2006)
- Olchinger Barocknacht (ab 2006)
- Theatergemeinde München, großer Saal der Hochschule für Musik und Theater München (2009, 2012)
- Konzertreihe Waitzinger Keller, Kulturzentrum Miesbach (2010, 2011)
- Konzertreihe „Thüringer Orgelsommer“ (2010, 2013)
- Zollingerhalle im Alten Schloss Valley (2011)
- Frauenkirche Wasserburg (2011)
- Konzertreihe „Fränkischer Musiksommer“ (2011, 2012)
- Allerheiligen-Hofkirche der Münchner Residenz (2012)
- Festival „Stockstädter Musiktage“ (2013, 2014)
- Bachhaus Eisenach (2015)
- Kloster Seeon, St. Walburg (2015)
- Eisenacher Telemann Tage (2016)
- Kaufbeurer Blasiuskirche (2016)
- Max-Joseph-Saal der Münchner Residenz (2016)
- K1 – Stadt Traunreut (2017)
- Kloster Raitenhaslach (2017)
- Heiligenberger Abendserenaden (2018)
- Neues Schloss Schleißheim (2018)
- Pflegschloss Schrobenhausen (2018)
- Tegernseer Woche (2018)

## Publikationen
- In Zusammenarbeit mit Christine Angele: Pizz und Batt. Anleitung zum Erlernen des Hackbrettspiels. 4 Bände. Vierdreiunddreissig Musikverlag 1997–1999.
- 10 Studien für Hackbrett. Vierdreiunddreissig Musikverlag 2002. EAN 979-0-50098917-2, ISMN M-50098-917-2

Aufsätze
- Das Hackbrett in seiner barocken Form in: Sänger- und Musikantenzeitung, Zeitschrift für musikalische Volkskultur 4/97, München 1997
- Pantaleon Hebestreit, der Virtuose des barocken Hackbretts – Einflüsse und spätere Auswirkungen. Diplomarbeit am RSK München 2004
- Geschichte und Spieltechniken des chromatischen Salzburger Hackbretts, schriftliche Fassung eines auf Englisch gehaltenen Vortrags, auf Japanisch publiziert in: The Journal of Japan Dulcimer Society vol. 4, Tokio 2005
- Anmerkungen zur Entzifferung einer Instrumentaltabulatur des 17. Jahrhunderts aus dem Augustiner-Chorherrenstift Polling in: Booklet zur CD Historische Volkslieder III, hrsg. Vom Volksmusikarchiv und Volksmusikpflege des Bezirks Oberbayern 2007
- Das Hackbrett in Johann Felix Knaffls Schilderung von 181 in: Sänger- und Musikantenzeitung, Zeitschrift für musikalische Volkskultur 50/3, München 2007
- Obertonreicher, schwebender und schillernder Klang – Das Hackbrett im Werk von Peter Kiesewetter in: Komponisten in Bayern, Band 51/2009
- Zur Interpretation originaler Salteriosonaten des 18. Jahrhunderts in: Hackbrettinformationen. Nr. 27 (2012)
- Neue Musik als Katalysator für die Professionalisierung des Hackbrettspiels in: Hackbrettinformationen. Nr. 28 (1/2013)
- „Leicht und locker“ – Über die Schlägel des Salzburger Hackbretts und die richtige Haltung in: Hackbrettinformationen. Nr. 29 (2/2013)